# Farní sbor Českobratrské církve evangelické v Merklíně u Přeštic
Farní sbor Českobratrské církve evangelické v Merklíně u Přeštic je farním sborem této církve v západočeském městysi Merklíně. Kostel tohoto sboru (chrám mistra Jana Husa) je památkově chráněný.

## Historie
Společenství zde vzniklo v tzv. přestupovém hnutí v letech 1919-1922, kdy vykazovalo počet 2000 členů.
Od roku 1923 bylo kazatelskou stanicí. Zpočátku zde působil farář Ebenezer Otter.
Od roku 1931 je zde samostatný sbor. Dne 13. října 1931 se konala slavnostní bohoslužba k založení sboru a otevření kostela. Ke sboru náležely obce Holýšov, Chotěšov a Stod. Zde byly ustaveny kazatelské stanice.
Roku 1951 je datován největší počet členů, 679.
Dne 13. října 1957 je datováno posvěcení varhan Slovem Božím.
Dne 13. října 1960 se uvádí posvěcení zvonu Slovem Božím.
Roku 1972 byla provedena větší oprava kostela.

### Přehled farářů sboru
- 1922–1923 Ebenezer Otter (administroval), ve sboru působil diakon František Francl z Plzně
- 1923–1926 Karel Hájek
- 1927–1930 Zdeněk Somolík
- 1930–1936 Josef Štrupl
- 1936–1937 Miloš Bič (administroval z Domažlic)
- 1937–1943 František Hrouda (vikář)
- 1944–1946 Jaroslav Dokoupil (vikář)
- 1945–1948 Josef Francouz (administroval z Přeštic)
- 1948–1957 Bohumír Koch (vikář)
- 1957–1968 Bohumír Koch
- 1968–1973 Petr Čapek (do odebrání státního souhlasu, zůstával ve farním bytě)
- 1973–1975 Jan Šoltész (administroval z Přeštic)
- 1975–1979 František Pavlis
- 1979–1982 Marie Matzenauerová (vystěhovala se do NSR v rámci akce StB proti církvi na Plzeňsku)
- 1982–1983 Daniel Matějka (administroval z Plzně)
- 1983–1985 Václav Hurt (vikář, do odebrání státního souhlasu, administroval Daniel Matějka)
- 1985–1990 Daniel Matějka (administroval z Plzně)
- 1990–1994 Luděk Korpa (diakon)
- 1994–2003 Pavel Jendele (diakon, spravoval z Přeštic, nyní vedoucí místní skupiny Křesťanského společenství Přeštice[2][3]. Roku 1998 se měnilo církevní zřízení, a tak nesměl samostatně administrovat, tedy oficiální administraci dostal na starost farář Pavel Freitinger do roku 1999. Fakticky Pavel Jendele však stále merklínský sbor administroval a jednou v měsíci vedl nedělní bohoslužby. 1999–2003 administroval Jaroslav Vokoun z Domažlic.)
- 2003–2010 Jan Satke (sousboří s Přešticemi)
- 2013–2015 pastorační pracovnice Darina Hybská Majdúchová
- 1. 9. 2015–2016 Jan Satke (administroval z Přeštic)
- 1. 4. 2016–31. 8. 2017 Lukáš Král
- 1. 9.–3. 12. 2017 administroval Jan Satke z Přeštic
- 3. 12. 2017–15. 10. 2018 František Pavlis[4]
- 2018–2019 administrován sborem Plzeň-západ (bratr farář Luděk Korpa, kazatel pastorační pracovník Oto Tichý)
- 2020–2024 administrován z Přeštic
- 2024– Jaroslav Vokoun

Nemalou tradici má také spolupráce s blízkým sborem v Přešticích, s nímž také byla konána střídavá administrace i tzv. sousboří těchto dvou sborů.

## Kazatelská stanice Chotěšov
V kazatelské stanici v Chotěšově se konaly bohoslužby každou neděli. Věřící se scházeli po rodinách, bohoslužby začínaly zpravidla v 11 hodin.

## Prostory sboru
Sbor má kostel s věží, farním bytem a přilehlými prostorami. Věž kostela byla asi do 70. let na vrcholu obložena dřevem ve stylu kostnické hranice. Rovněž nesla korouhev s kalichem na hřebeni střechy věže.
Kostel je přístupný brankou na rohu ulic Husovy a Komenského. Zde se nachází také vývěsní skříňka sboru. Od branky vede chodník s několika schody (s možností osvětlení) ke vchodu do kostela. Boční příjezdová cesta od brány a travnatá cestička okolo kostela vedou ke vchodu do fary.
Stříška nad vchodem nese kalich s Biblí, viditelný i ze schodiště.
Na samém vrcholu věže pod střechou je na fasádě plasticky vyvedený kalich.
V přízemí se nachází farní kancelář a tzv. Tichotova síň, která slouží k různým sborovým shromážděním. (Jméno nese po prvním kurátorovi Bohumilu Tichotovi, dědečkovi člena Spirituál kvintetu Jiřího Tichoty.)
Ve farním bytě pobývali v historii také presbyteři i kazatelé sboru. V současné době je byt adaptován jako zázemí střediska Diakonie.
Na schodišti jsou umístěny fotografie z historie sboru (například fotografie z konfirmace) a přehledy farářů a historických událostí ve sboru.
V prvním patře se pak nachází samotný sborový sál (hlavní bohoslužebný prostor) o výšce dvou pater. Je vybaven po obou stranách dvěma řadami lavic doplněnými přídavnou řadou z každé strany. Před lavicemi se nachází stůl Páně a kazatelna, která podle zakladatelů chrámu má připomínat kostnickou hranici, kde pro pravdu Slova Božího položil svůj život mistr Jan Hus. Nad kazatelnou jsou na stěně dva biblické citáty. Po levé straně je to Jediný jest Pán váš Kristus, vy pak všichni bratří jste. Na pravé straně je potom umístěn citát Já jsem dobrý pastýř, a známť své, a znají mne mé.
V čele sálu jsou na bočních zdech tabule pro čísla písní.
Ve sborovém sále se nacházejí dvě harmonia. Jednoho z nich se rovněž využívá pro hudební doprovod bohoslužeb.
Sborový sál je vytápěn kamny na dřevo.
Nad sálem se nacházejí dvoumanuálové varhany na vzduchový pohon (elektrický měch). Vedle varhan se nalézá hostinský pokoj (v současné době nevyužívaný). Od varhan je přístupná také galerie po boční straně sborového sálu.
Nad varhanami v samotném vrcholu věže jsou zavěšeny dva zvony. Větší z nich se nazývá Jan Hus, má váhu 80 kg a poprvé se rozezněl na Štědrý večer roku 1950.
Sbor není bezbariérově přístupný.

## Aktivity sboru
Aktuální program se objevuje na sborovém Facebooku a sborových stránkách. Mezi jinými je to náboženství pro děti a biblická hodina.
neděle 9:00 bohoslužby
Po každých bohoslužbách posezení nejen u čaje a kávy v Tichotově síni
Na půdě sboru byla také roku 1992 založena Diakonie Radost, která je součástí Diakonie Západ spadající pod Diakonii Českobratrské církve evangelické. Ve dvou střediscích je zde poskytována pomoc zejména dětem s kombinovaným postižením a dětem s autismem. Diakonie provozuje chráněné bydlení, respitní péči a pečovatelskou službu a také speciální školu s internátem.

## Území sboru
Území sboru zahrnuje obce Stod, Buková, Čelákovy, Holýšov, Honezovice, Hradec u Stoda, Hradišťany, Chotěšov, Kloušov, Lelov, Lisov, Lišina, Losina, Mantov, Merklín, Miřovice, Střelice, Ves Touškov a Zemětice (bývalý okres Stod).
Dále Biřkov, Bolkov, Dlouhá Louka, Ježovy, Kámen, Křenice, Otěšice, Přetín, Ptenín, Roupov, Soběkury, Strýčkovice, Vřeskovice (bývalý okres Přeštice).

## Galerie

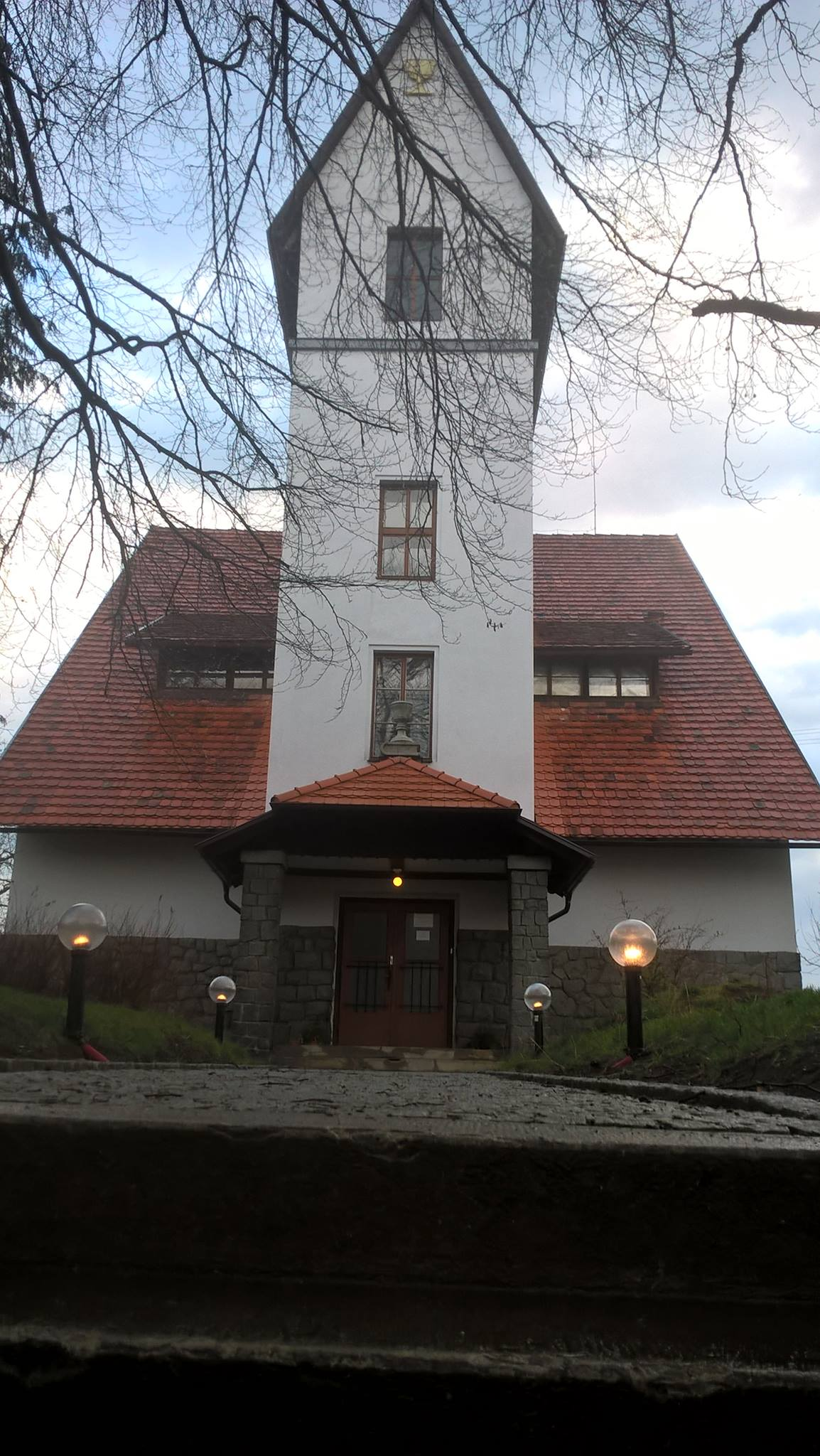
Kostel se vstupem z jihozápadní strany
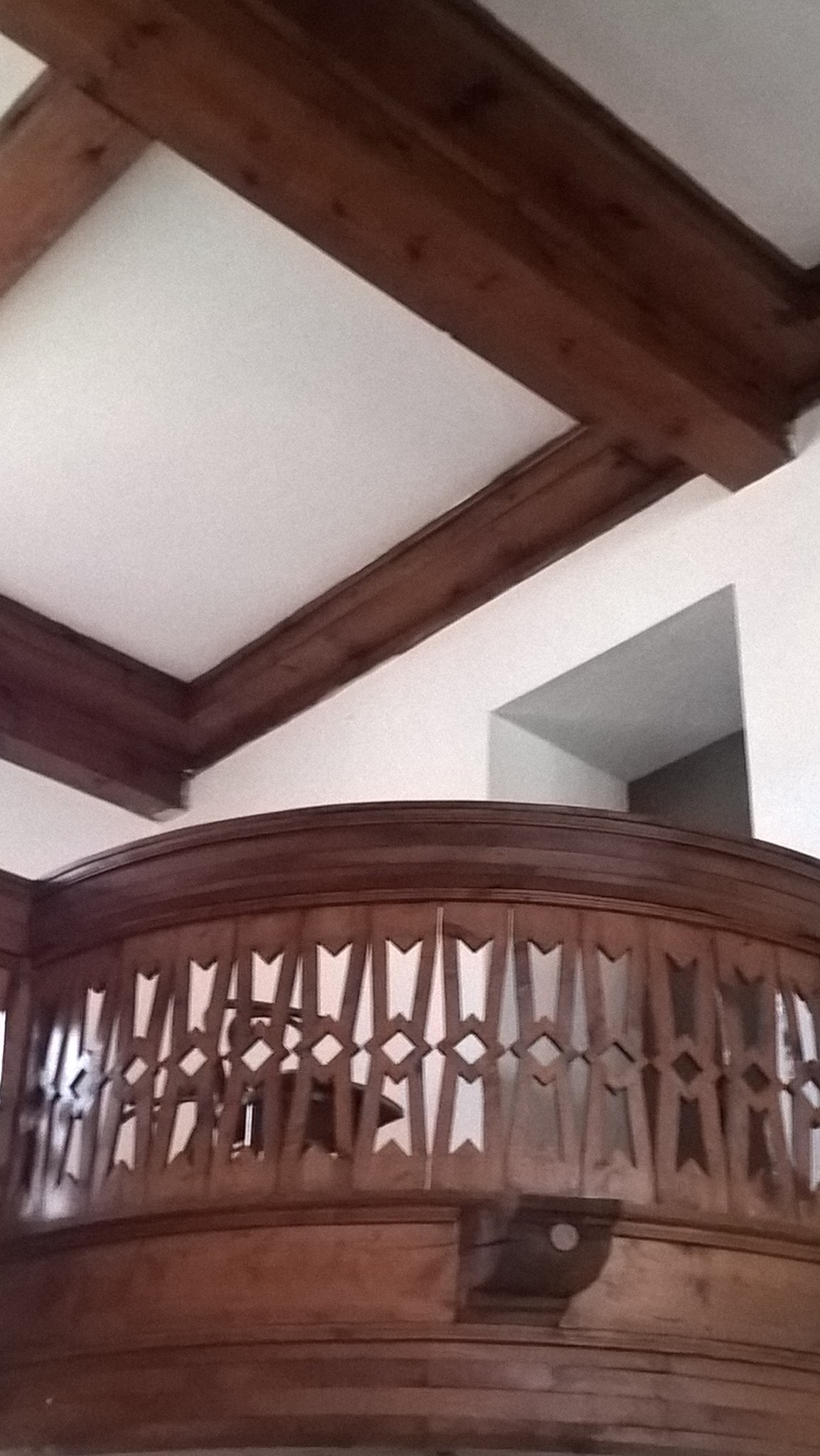
Ochoz od varhan nad hlavním prostorem sborového sálu
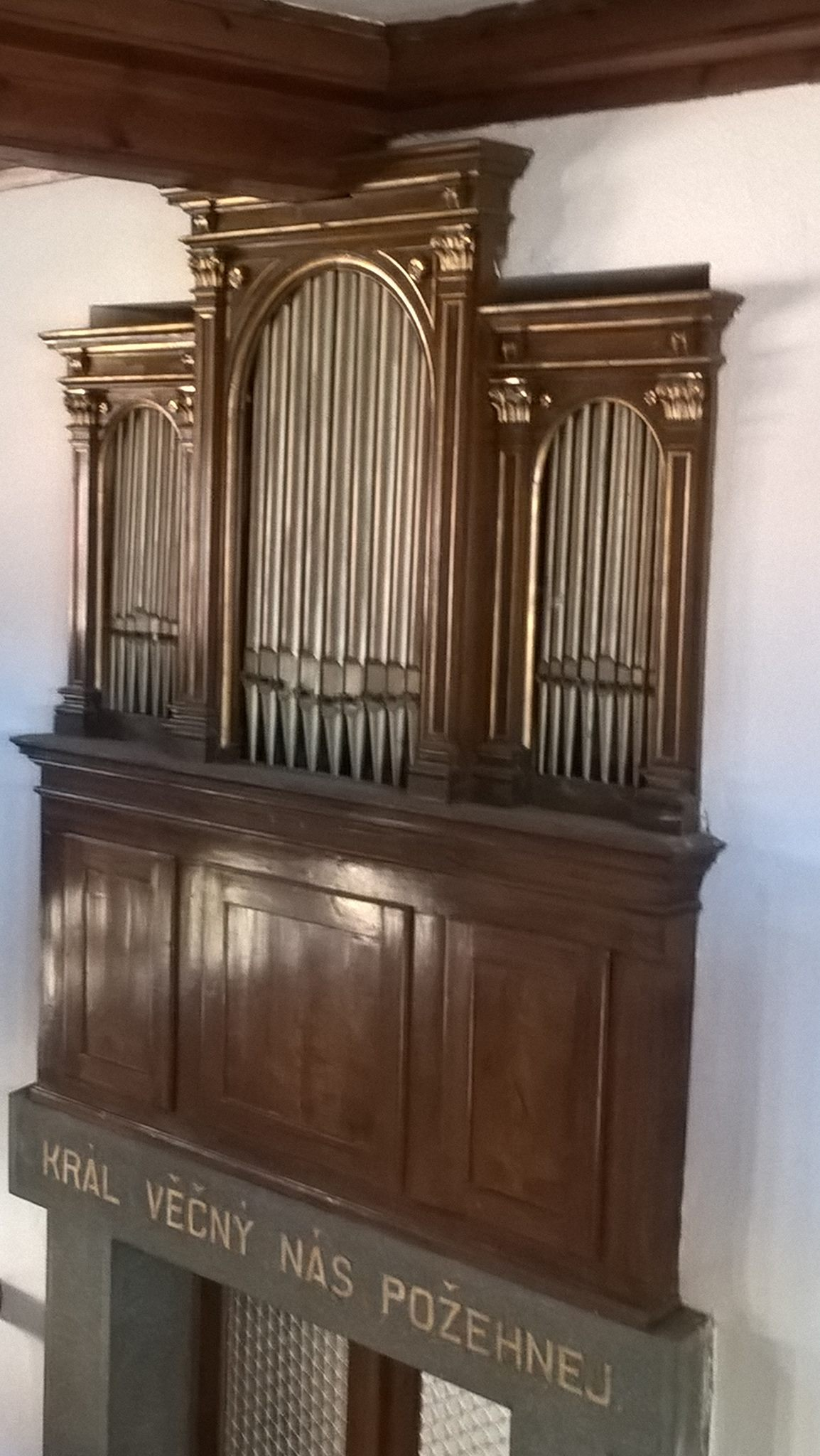
Varhany při pohledu z ochozu nad hlavním sborovým sálem
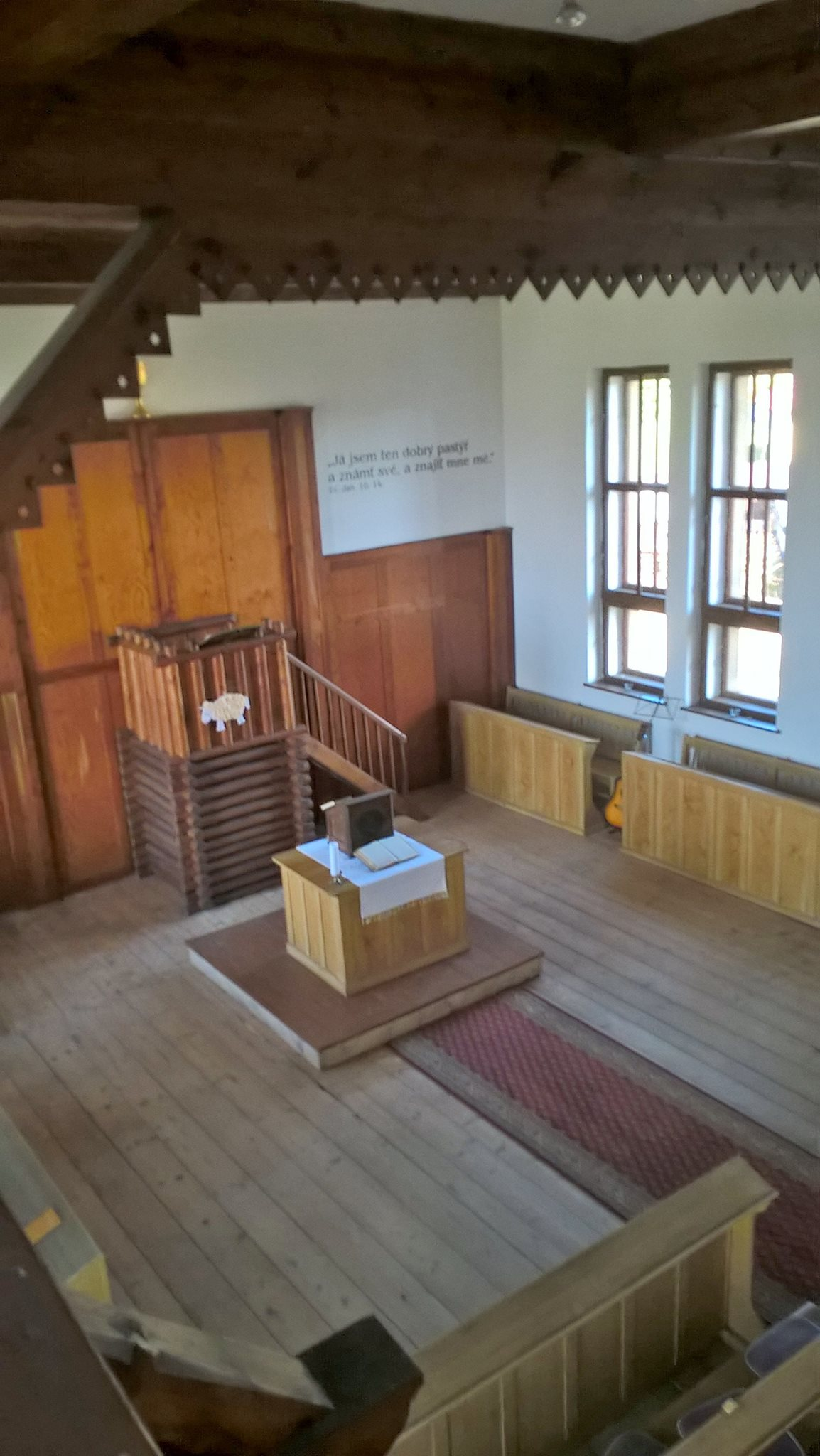
Prostor sborového sálu s kazatelnou při pohledu z ochozu
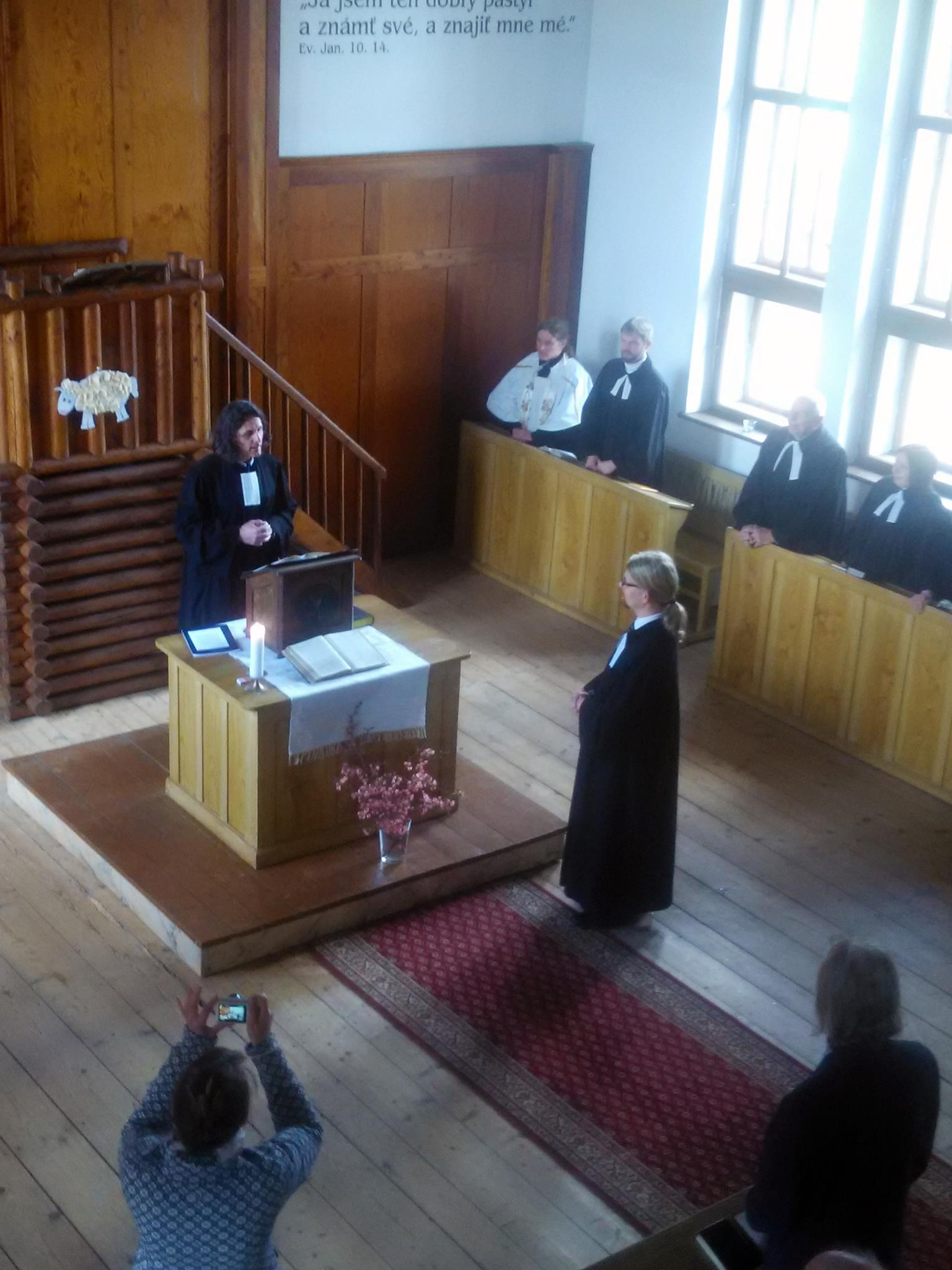
Ordinace a instalace bratra faráře Lukáše Krále